# Sint-Jan-de-Doperkerk (Noord-Scharwoude)
De Sint-Jan-de-Doperkerk (officieel: Kerk van Sint-Joannes de Doper Geboorte) in Noord-Scharwoude is de rooms-katholieke parochiekerk van Langedijk in de Nederlandse provincie Noord-Holland. De kerk, een rijksmonument, is in gebruik sinds 1906 en werd ingewijd door Augustinus Callier, bisschop van Haarlem, op 29 april 1907.

## Geschiedenis
Voor de Reformatie in Nederland waren er verschillende parochies in Langedijk: Sint-Maarten (in Oudkarspel), Sint-Johannes de Doper (Noord-Scharwoude), Sint-Pieter (Zuid-Scharwoude) en Sint-Pontianus (Broek op Langedijk). Ten tijde van de Reformatie werden te Langedijk verschillende priesters vermoord, maar het overgrote deel van de plattelandse bevolking bleef rooms-katholiek. Deze werd genoodzaakt de eredienst te houden in schuurkerken, totdat het herstel van de bisschoppelijke hiërarchie in Nederland in het midden van de 19e eeuw het vrijuit oprichten van parochies mogelijk maakte.
In 1903 besloot het parochiebestuur tot nieuwbouw. Als architect werd P.J. Bekkers gevraagd, een leerling van Pierre Cuypers. Hij bouwde onder andere ook de Boomkerk in Amsterdam. De eerste steen werd gelegd in mei 1905 en de bouw werd voltooid in september 1906.

## Beschrijving

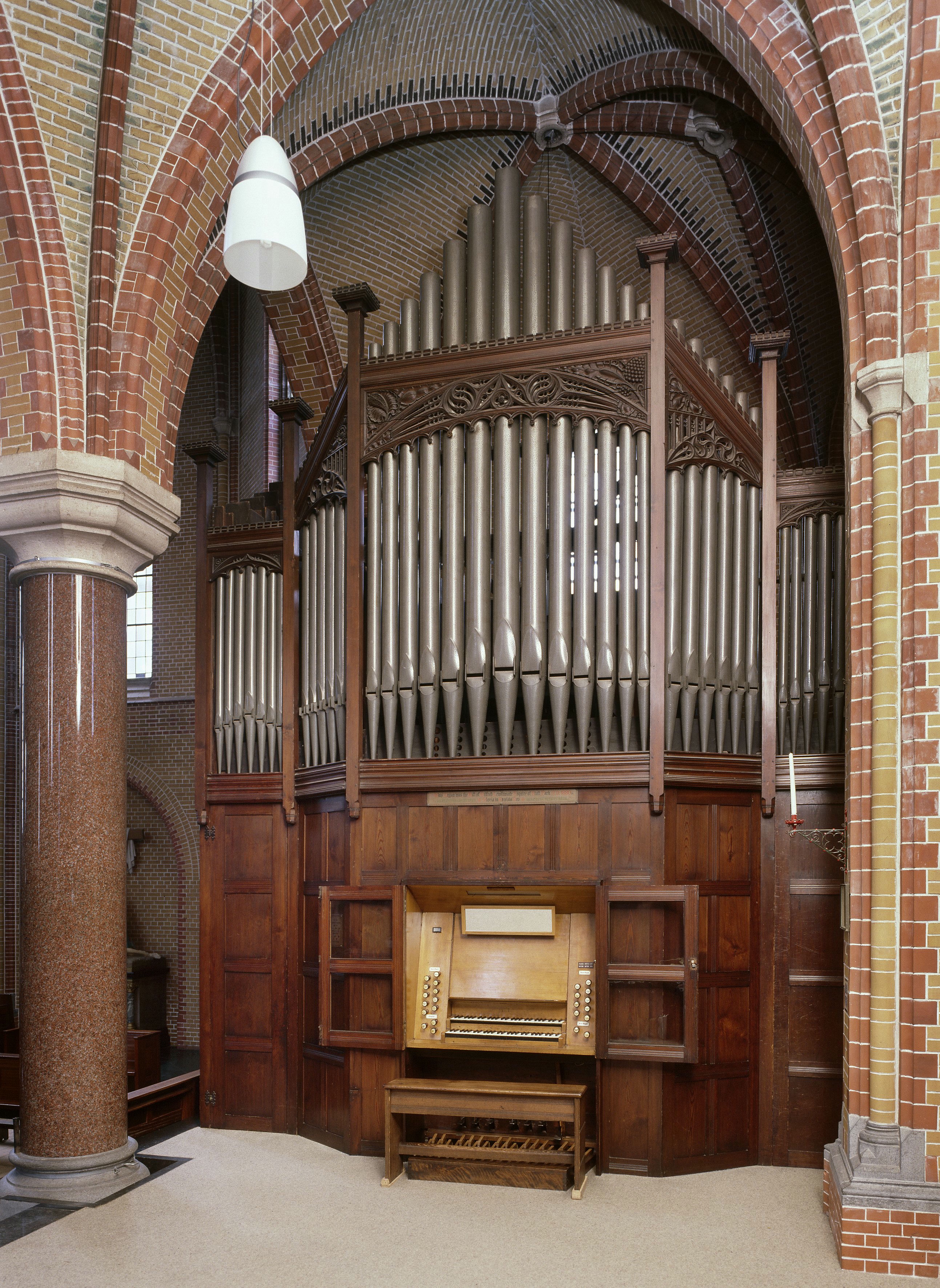
Het Engelse orgel van Forster & Andrews

De driebeukige kruisbasiliek is gebouwd in rode baksteen in neogotische stijl. Door de nauwe ligging tussen dorpsweg en achtergracht is zij eerder breed dan diep. De hoge spitsboogvensters worden steeds geflankeerd door twee lagere. De vensters hebben non-figuratieve glas-in-loodramen. Het koor is in 1975 vergroot, zodat er plaats is voor 1000 kerkgangers in totaal.
De vierkante, 56 meter hoge kerktoren herbergt het ingangsportaal en heeft een balustrade en een achtkantige spits met bovenin aan vier zijden kleine dakkapellen. Op het kruispunt van de drie beuken van het kerkgebouw bevindt zich een dakruiter.
Het meeste kerkmeubilair dateert uit de bouwtijd. Ook het hoogaltaar (van zeven soorten marmer en zandsteen), de zij-altaren, de tegelvloer en de armaturen zijn nog oorspronkelijk. De kerk bevat 20 gepolijste granieten zuilen uit Zweden. Rond het hoogaltaar staan er zes blauwgrijze (verwijzend naar de hemel), in de rest van de kerk veertien rode (verwijzend naar het bloed van Christus, en in aantal overeenkomend met het aantal staties van de Kruisweg).
Er zijn twee kerkorgels. Het koororgel van de Alkmaarse orgelbouwer Jos. Vermeulen dateert uit 1917 en heeft twee manualen, 16 registers en een vrij pedaal. In 1987 kwam er een groot Engels orgel bij, dat in 1880 gebouwd is door Forster & Andrews en afkomstig is uit een Anglicaanse kerk in Morecambe in Lancashire. Hiervan is de dispositie: twee manualen, 20 registers en vrij pedaal. Het instrument heeft 1145 orgelpijpen.